# Naoko Nišigaiová
Naoko Nišigaiová (japonsky 西貝 尚子, * 22. ledna 1969) je bývalá japonská fotbalistka.

## Reprezentační kariéra
Za japonskou reprezentaci v roce 1999 odehrála 2 reprezentační utkání. Byla členkou japonské reprezentace i na Mistrovství světa ve fotbale žen 1999.

## Statistiky
| Japonsko | Japonsko | Japonsko |
| Roky     | Záp.     | Góly     |
| -------- | -------- | -------- |
| 1999     | 2        | 0        |
| Celkem   | 2        | 0        |